# Stiphrometasia
Stiphrometasia là một chi bướm đêm thuộc họ Crambidae.